# چائیرکوپرو (آیدین‌تپه)
چائیرکوپرو {{ترکی|Çayırköprü) (به کردی: Vaxin) یک منطقهٔ مسکونی در ترکیه است که در آیدین‌تپه واقع شده‌است. چائیرکوپرو ۱۳۳ نفر جمعیت دارد.